# ناو پشتیبانی هنسا
ناو پشتیبانی هنسا (به انگلیسی: German auxiliary cruiser Hansa) یک کشتی بود که طول آن ۱۵۳ متر (۵۰۲ فوت) بود. این کشتی در سال ۱۹۴۴ ساخته شد.